# GAEL (groupe)
 (février 2025).
Pour les articles homonymes, voir Gael.
GAEL, aussi connu sous le nom Groupe Adorons l'Éternel, est un groupe de gospel évangélique fondé en 1998 à Kinshasa, au Congo-Kinshasa. Leurs chansons sont en français et lingala.

## Biographie
Le groupe évangélique est fondé en 1998 avec Alain Moloto et Franck Mulaja ainsi que des artistes de l'I.N.A. (Institut National des Arts) à Kinshasa au Congo-Kinshasa, soit Bibiche Mulaja, Anna Muyansi, Hugo Mbunga, Rachel Mpaka, Franck Mulaja, Henri-Papa Mulaja, Depaul Mulaja, Willy Kabamba, Douceur Mulongo, Athoms Mbuma, Nadège Mbuma, Junior Biantuadi, Tempo Bilongo, Faustin Ngono, Blaise Mikanda, Francis Nsemi, Trésor Biantuadi, Mireille Basirwa, Lydie Lusamba, John Mwaka, Korino Sandjomb, Anne Keps, Marthe Bulay, Christian Mvuanda, Israël Longo, Hugo Mbunga, Serge Cibuyi, Serge Tabu, Krystel Nsaraza, Clovis Santu et Robert Ngoy,,.
Le groupe a réalisé plusieurs tournées dans divers pays,,.
En 2004, Franck Mulaja et son frère Henri Papa Mulaja, quittent le groupe GAEL  et partent  fonder le groupe Échos d'adoration.
De nombreuses chansons du Groupe Adorons l'Éternel (GAEL) ont eu des résonances internationales, telle les célèbres Shilo interprétée par Nadège Impote et Alléluia Amen par Athom's .
Le groupe est nommé dans la catégorie « Gospel Africa » au Kora Awards 2012.
Le 1er juin 2013, Marthe Bulay, décède, suivi de Christian Mvuanda, le 13 juillet de cette même année et finalement d'Alain Moloto le 2 août 2013,. Alain Moloto avait combattu de longs mois, à la suite d'une maladie due à un empoisonnement. Toutefois le groupe se relève de ses pertes, et Athom's Mbuma reprend la direction du groupe. Quelques mois plus tard, l'album Je suis - Vol. 2 sort avec la voix des défunts membres. C'est en juillet 2014, un an après les drames, que le groupe renouvelé, organise un concert à Kinshasa et enregistre un nouvel album live, Sanjola. Athoms Mbuma, prend la direction du groupe et affirme au quotidien Les Dépêches de Brazzaville, quelques mois après ces deuils, qu'il veut conserver la vision originale de GAEL, soit la vulgarisation de l'adoration et sa restauration dans l'Église, tout en développant de nouvelles stratégies au regard des réalités de l'heure.

## Discographie

### Singles
- 2005 : Celebration Gael Fikin
- 2009 : The Best of Gael Vol. 1 (Lingala)
- 2010 : The Best of Gael Vol. 2 (Français)
- 2011 : Amour Eternel
- 2012 : Splendeur: 1 & 2
- 2013 : Je suis - vol.1
- 2014 : Je suis - vol.2
- 2014 : Sanjola 2014
- 2015 : Sanjola 2015
- 2016 : Sublime : Parfum qui chante
- 2023 : In Memoriam, Alain Moloto

## DVD et clips VHS
- 2000 : Yahwe Tobelemi
- 2001 : Sublime
- 2003 : Sublime II
- 2004 : 1 heure avec Jésus, Volume 2
- 2004 : Sublime L'Intégrale (1 heure avec Jésus, Volume 1)
- 2005 : Adorons L'Éternel, Volume 2
- 2008 : 1 heure avec Jésus, Volume 3
- 2011 : Amour Eternel
- 2012 : Splendeur: 1 & 2
- 2013 : Je suis (CLIPS)
- 2014 : Sanjola 2014
- 2016 : Sanjola 2016
- 2020 : "Connectés Pour Adorer"
- 2020 : "Sanjola 2019"